# ولادیمیر ولمان
ولادیمیر ولمان (استونیایی: Vladimir Velman؛ زادهٔ ۲۵ سپتامبر ۱۹۴۵) روزنامه‌نگار، سیاستمدار و نماینده سابق مجلس اهل استونی است.